# NFYA
NFYA (англ. Nuclear transcription factor Y subunit alpha) – білок, який кодується однойменним геном, розташованим у людей на короткому плечі 6-ї хромосоми. Довжина поліпептидного ланцюга білка становить 347 амінокислот, а молекулярна маса — 36 877.
| 10         |  | 20         |  | 30         |  | 40         |  | 50         |
| ---------- |  | ---------- |  | ---------- |  | ---------- |  | ---------- |
| MEQYTANSNS |  | STEQIVVQAG |  | QIQQQQQGGV |  | TAVQLQTEAQ |  | VASASGQQVQ |
| TLQVVQGQPL |  | MVQVSGGQLI |  | TSTGQPIMVQ |  | AVPGGQGQTI |  | MQVPVSGTQG |
| LQQIQLVPPG |  | QIQIQGGQAV |  | QVQGQQGQTQ |  | QIIIQQPQTA |  | VTAGQTQTQQ |
| QIAVQGQQVA |  | QTAEGQTIVY |  | QPVNADGTIL |  | QQVTVPVSGM |  | ITIPAASLAG |
| AQIVQTGANT |  | NTTSSGQGTV |  | TVTLPVAGNV |  | VNSGGMVMMV |  | PGAGSVPAIQ |
| RIPLPGAEML |  | EEEPLYVNAK |  | QYHRILKRRQ |  | ARAKLEAEGK |  | IPKERRKYLH |
| ESRHRHAMAR |  | KRGEGGRFFS |  | PKEKDSPHMQ |  | DPNQADEEAM |  | TQIIRVS    |

A: Аланін

D: Аспарагінова кислота

E: Глутамінова кислота

F: Фенілаланін

G: Гліцин

H: Гістидин

I: Ізолейцин

K: Лізин

L: Лейцин

M: Метіонін

N: Аспарагін

P: Пролін

Q: Глутамін

R: Аргінін

S: Серин

T: Треонін

V: Валін

Кодований геном білок за функціями належить до активаторів, фосфопротеїнів. 
Задіяний у таких біологічних процесах, як транскрипція, регуляція транскрипції, біологічні ритми, альтернативний сплайсинг. 
Білок має сайт для зв'язування з ДНК. 
Локалізований у ядрі.